# 施瓦茨堡-松德斯豪森
施瓦茨堡-松德斯豪森（德語：Schwarzburg-Sondershausen）是存在於1599年至1918年的一個德意志邦国，領地分散在今圖林根自由邦北部及中部，首都位於松德斯豪森。

## 歷史
施瓦茨堡-松德斯豪森原為一伯國，正式成立於1599年，係自施瓦茨堡伯國分離出來。1697年升为親王國，成為神聖羅馬帝國诸侯之一。
1806年，施瓦茨堡-松德斯豪森成为莱茵邦联的一个邦，1815年加入德意志邦联，1871年加入德意志帝国。1909年，施瓦茨堡-松德斯豪森绝嗣，亲王称号和领土皆归于施瓦茨堡-鲁多尔施塔特。
1918年，德国君主制覆亡，金特·維克多亲王逊位。1920年，施瓦茨堡-松德斯豪森并入魏玛共和国的图林根自由邦。

## 施瓦茨堡-松德斯豪森統治者

### 施瓦茨堡-松德斯豪森伯爵

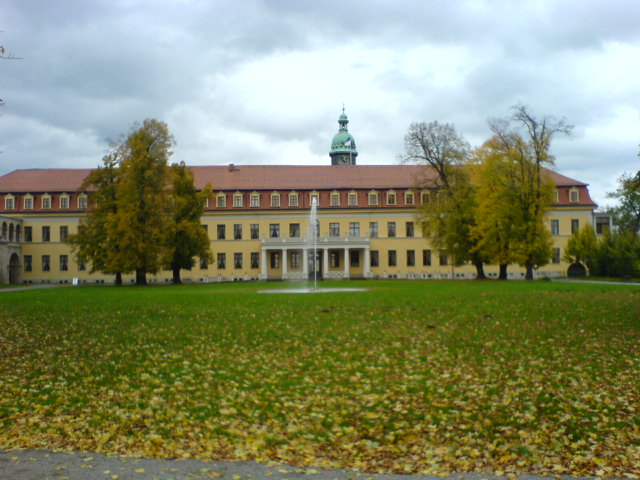
松德斯豪森宫

- 1552年—1586年：约翰·金特一世 Johann Günther I 金特四十世次子
- 1586年—1631年：金特四十二世，與安東·亨利、约翰·金特二世、克利斯汀·京特爾一世共治
- 1631年—1638年：金特四十二世，與安東·亨利、克利斯汀·京特爾一世共治
- 1638年—1642年：金特四十二世，與克利斯汀·京特爾一世共治
- 1642年—1643年：金特四十二世，與安东·金特一世共治
- 1643年—1666年：安东·金特一世 Anton Günther I 克里斯蒂安·金特二世三弟
- 1666年—1697年：克里斯蒂安·威廉 Christian Wilhelm 安东·金特一世长子，1697年成为施瓦茨堡-松德斯豪森亲王
- 1666年—1716年：安东·金特二世 安东·金特一世次子，施瓦茨堡-阿恩施塔特伯爵，无嗣

1697年9月3日，施瓦茨堡-松德斯豪森升为帝国诸侯。

### 施瓦茨堡-松德斯豪森亲王
- 1697年—1721年：克里斯蒂安·威廉一世
- 1721年—1740年：金特四十三世 克里斯蒂安·威廉一世第三子
- 1740年—1758年：亨利三十五世 克里斯蒂安·威廉一世第四子
- 1758年—1794年：克里斯蒂安·金特三世 Christian Günther III 克里斯蒂安·威廉一世的孙子，第五子奥古斯特·金特次子
- 1794年—1835年：金特·腓特烈·卡尔一世 Günther Friedrich Karl I 克里斯蒂安·金特三世长子。1806年，施瓦茨堡-松德斯豪森成为莱茵邦联的一个邦，1815年加入德意志邦联。
- 1835年—1880年：金特·腓特烈·卡尔二世 金特·弗里德里希·卡尔一世长子。1871年，施瓦茨堡-松德斯豪森加入德意志帝国
- 1880年—1909年：卡爾·金特 Karl Günther 金特·弗里德里希·卡尔一世长子，无嗣

1909年，施瓦茨堡-松德斯豪森绝嗣，亲王称号和领土皆归于施瓦茨堡-鲁多尔施塔特。

### 施瓦茨堡-鲁多尔施塔特亲王
- 1909年—1918年：金特·维克多（Günther Victor）1909年至1918年兼施瓦茨堡-松德斯豪森亲王。

1918年，德国君主制覆亡，金特·维克多逊位。